# Newsland
Newsland.com (до 2012 года — newsland.ru) — русскоязычный сборщик (агрегатор) новостей.
Проект основан Марком Фединым в 2005 году изначально как новостной сервис для мобильных телефонов. C 2009 года работает в качестве полноценного информационного сетевого ресурса.
C 2009 г. сайт принадлежит компании C-Media.
В декабре 2010 года Newsland изменил внешний вид. Редизайн сайта выполнял Дмитрий Гурин, арт-директор Lenta.ru, Medportal.ru и группы SKCG.

## Критика
Для публикации новости или участия в голосовании пользователь должен иметь положительный рейтинг более 100 единиц. При рейтинге менее 100 баллов пользователи теряют также возможность ставить отрицательные баллы. Это исключает добавление материалов новозарегистрированными пользователями, дает возможность организованным группам пользователей или самим модераторам исключать из голосования или наполнения сайта пользователей, нежелательных с их точки зрения. Фактически, сайт превращается в односторонний информационный ресурс, манипулирующий общественным мнением в интересах узкой группы людей.
Копирование информационных материалов с иных сайтов зачастую ассоциируется с нарушением авторских прав. Поэтому некоторые владельцы информационных ресурсов возражают против механического копирования их материалов. Так, в 2008 году портал был исключен из системы Яндекс.Новости за массовое копирование новостей с других ресурсов. Руководитель службы Яндекс.Новости Татьяна Платонова прокомментировала это следующим образом: «Newsland.com был подключен к Яндекс.Новостям в январе 2007 года, тогда ресурс содержал собственные уникальные материалы. Когда мы обнаружили, что Newsland.com транслирует тексты, скопированные из других источников, сотрудничество с площадкой было прекращено. А ссылки на Newsland.com с 14.03.2008 по 24.03.2008 будут удалены».
Эти обстоятельства приводят к тому, что число пользователей и сайтов, материалы которых наполняют newsland, постепенно сокращается, а качество комментариев ухудшается.
В 2012 году Роскомнадзор вынес ресурсу Newsland.ru два предупреждения за экстремистские материалы, а в декабре 2013 года добился его закрытия по суду. Предвидя это, владелец сайта частный предприниматель — долларовый миллионер Олег Чамин дал команду перейти в зону com.

## Монетизация
Для пользователей без рейтинга, существует возможность купить рейтинг. За 1000 Webmoney-рублей можно купить 100 баллов рейтинга, что вполне хватает для публикации новостей.

## Награды
Победитель конкурса «Блог Рунета 2009» в номинации «Блог как СМИ».